# Otto Haas
Otto Haas (Stoccarda, 15 marzo 1872 – Filadelfia, 2 gennaio 1960) è stato un imprenditore tedesco cofondatore della Röhm & Haas.

## Biografia
Otto Haas nacque dall'ufficiale delle ferrovie David Haas (1837–1883) e da Louise nata Stierle (1846–1927) originaria di Altshausen; diplomato come apprendista presso una Hofbank di Stoccarda, fu successivamente impiegato di banca allo sportello presso la Siegle und Compagnie di Stoccarda. Nel 1907 assieme all'amico, già dipendente della Stuttgarter Gasanstalt, il chimico Otto Röhm, fonda l'impianto chimico Chemiefabrik Röhm & Haas a Esslingen sul Neckar.
Con la produzione del Oropon, un enzima del pancreas di cavalli e maiali agente di base, per la concia delle pelli, la società ebbe successo, spostando la sede a Darmstadt e creando filiali in Germania e all'estero. Dopo l'Oropon vennero creati altri materiali e pesticidi.
La filiale più importante quella di Filadelfia nel 1917, divenne dopo la prima guerra mondiale, una società autonoma, la Rohm and Haas Company; entrambe le società collaborarono fino alla seconda guerra mondiale. Sotto la guida di Otto Haas, dal 1909, si sviluppò la società americana, che successivamente venne guidata dai figli F. Otto e John.